# Requiem (revista)
La revista Requiem fue fundada en 2004, luego de la desaparición de la revista Epopeya, cuando varios de sus antiguos miembros la fundaron como nueva publicación y decidieron continuar con la línea editorial de aquella. 
A partir de 2008, César Fuentes Rodríguez se hizo cargo de la dirección de la revista, que está dedicada al Heavy Metal más tradicional así como a subgéneros concretos como el Hard Rock, el Metal Progresivo y el Metal Gótico. El último número fue publicado en 2011.

## Principales redactores
- César Fuentes Rodríguez
- Claudio Guarido
- Javier Izurieta
- Mauro Genoud
- Martín Brunás
- Martín Sinito
- John Parodi